# Marcin Możdżonek
Marcin Rafał Możdżonek (Olsztyn, 9 de fevereiro de 1985) é um ex-voleibolista indoor polonês que atuava na posição de central.

## Carreira

### Clube
Możdżonek começou sua carreira profissional na temporada 2004-05, nas categorias de base do AZS UWM Olsztyn, no qual jogou por quatro temporadas. Na temporada 2008-09 transferiu-se para o Skra Bełchatów onde jogou por três temporadas, conquistando três títulos do Campeonato Polonês e três da Copa da Polônia.
Na temporada 2012-13, foi contratado pelo ZAKSA Kędzierzyn-Koźle, com quem conquistou sua quinta Copa da Polônia. Em 2014 o atleta se mudou para o voleibol turco para defender as cores do Halkbank Ankara, onde conquistou o título da Copa Turca de 2015.
Voltou à Polônia para a temporada 2015-16, defendendo as cores da Cuprum Lubin, enquanto no ano seguinte se transferiu para a Asseco Resovia. Em junho de 2020 o atleta anunciou a sua aposentadoria das quadras.

### Seleção
Możdżonek foi campeão do Campeonato Mundial Sub-21 de 2003. Estreou na seleção adulta polonesa em 2007, pela Liga Mundial, terminando na 4ª posição após perder a disputa da medalha de bronze para a seleção dos Estados Unidos. No ano seguinte disputou sua primeira Olimpíada, onde terminou na 5ª colocação. Em 2009 conquistou o título do Campeonato Europeu, sediado na Turquia. Em 2012 conquistou o título da Liga Mundial, levando o prêmio de melhor bloqueador da competição. No mesmo ano disputou a segunda Olimpíada de sua carreira, terminando na 5ª colocação, novamente. Se tornou campeão mundial ao derrotar a seleção brasileira no Campeonato Mundial de 2014, sediado em seu país natal.

## Títulos
- Campeonato Polonês: 3

2008-09, 2009-10, 2010-11
- Copa da Polônia: 5

2008-09, 2010-11, 2011-12, 2012-13, 2013-14
- Copa da Turquia: 1

2014-15

## Clubes
| Anos      | Clubes                 |
| --------- | ---------------------- |
| 2204–2008 | AZS UWM Olsztyn        |
| 2008–2012 | Skra Bełchatów         |
| 2012–2014 | ZAKSA Kędzierzyn-Koźle |
| 2014–2015 | Halkbank Ankara        |
| 2015–2016 | Cuprum Lubin           |
| 2016–2020 | Asseco Resovia         |